# Симеон Стовпник

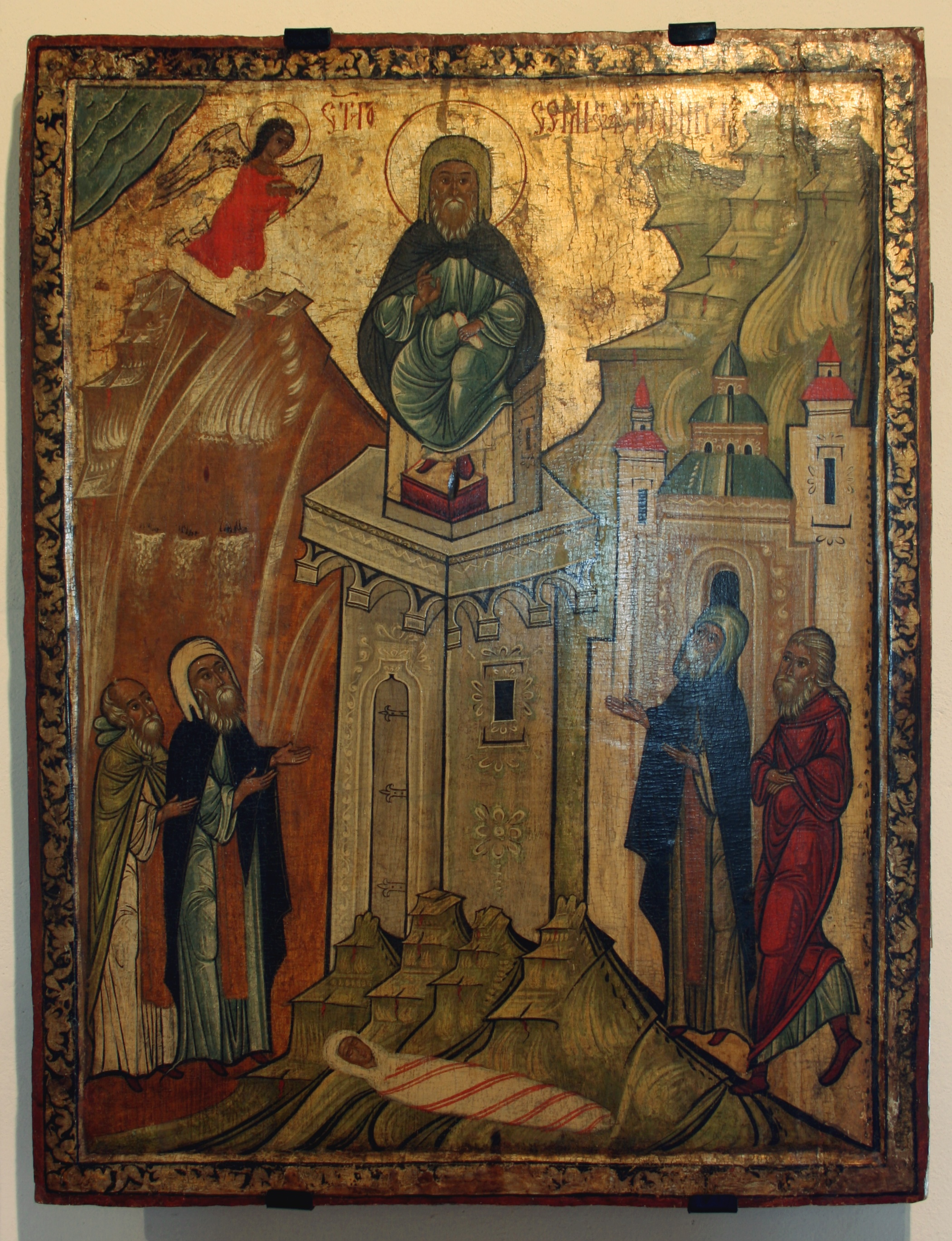
Українська ікона Симеона Стовпника з регіону Бескиду в Карпатах.

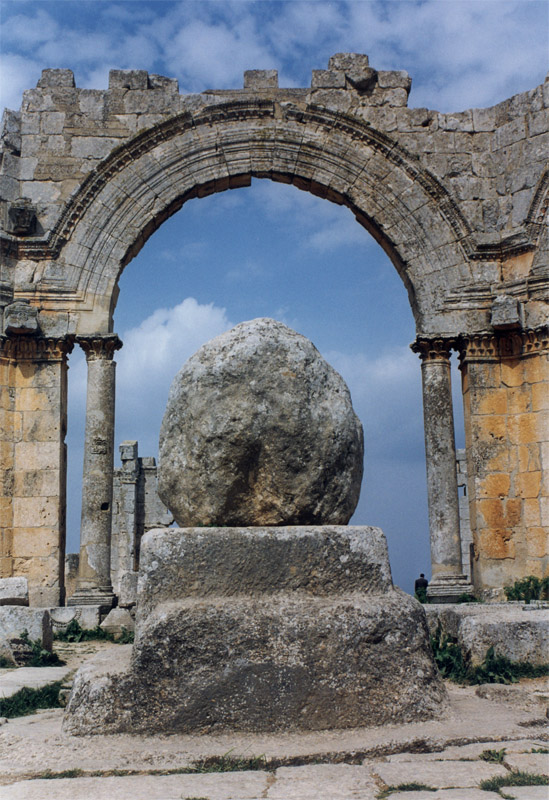
Залишки стовпа, на якому жив св. Симеон Стовпник, серед руїн базиліки

Симеон Стовпник (грец. Συμεών τοῦ Στυλίτου; бл. 390 — 2 вересня 459) — християнський святий, преподобний, засновник нової аскези — стовпництва, аскет. Знаменитий тим, що провів на стовпі 37 років у пості та молитві, а також іншими аскетичними подвигами. Був проповідником, згідно з житіям, отримав від Бога дар зцілювати душевні та тілесні хвороби, передбачати майбутнє. Шанується в лику преподобних в православній (1 вересня) та католицькій (5 січня та 27 вересня) церквах.

## Життя святого
Преподобний Симеон походив з Кілікії. Батьки були християнами, мати — візантійська християнська свята з Антіохії — Преподобна Марта. З 13 років Симеон пас овець, і робив це з великим бажанням. Любив відвідувати храм Божий, уважно слухав богослужіння і Євангелію. Запали в душу заповіді Блаженств. Один старець-богослов пояснив йому одного разу зміст цих заповідей. Тоді Симеон, не заходячи додому, направився в монастир. Було йому в цей час 18 років. Після довгих і слізних прохань Симеона ігумен прийняв його в монастир. Аскетичні подвиги Симеона стривожили ігумена і він порадив молодому ченцю послабити вимоги до себе самого, або покинути монастир.
Симеон пішов з монастиря і поселився на дні висохлого колодязя. Але скоро ігумену в сонному видінні явився Ангел, який звелів повернути Симеона в монастир. Та Симеон недовго перебував в монастирі. Подався в кам'яну печеру неподалік від села, де і прожив три роки, укріпившись в суворому чернечому житті. На період святої Чотиридесятниці він повністю відмовився навіть від води і хліба, до того ж двадцять днів молився стоячи.
Тим часом в народі розійшлася звістка про його подвижницьке життя. До нього почали приходити люди, які шукали духовної підтримки, молитви і благословення. Як пише Феодорит, єпископ Кирський: «здавалося, що це море, до якого течуть з усіх сторін річки; до Симеона приходили не тільки ті, що жили близько, а також ізмаїльтяни, перси, вірмени, іспанці, британці та інші чужоземні народи, не говорячи вже про Італію». В Римі слава про св. Симеона так розповсюдилась, що майстри на дверях своїх майстерень вішали образки св. Симеона і глибоко вірили, що за його молитвами Господь благословить їх життя і працю.
Остерігаючись мирської слави, і дотримуючись самотності, Симеон побудував стовп висотою 4 метри, а згодом підвищував його, де влаштував собі маленьку келію для молитви.
Але найбільше дивувало людей те, що в спеку і холод, вдень і вночі він стояв на молитві. Це переконало і просвітило тисячі людей, що перебували в гріхах і блуді. І Бог дав йому таку силу творити чудеса, що погани тисячами приходили до нього слухати про Христову віру і приймали її.
Описати все, що робив Симеон для спасіння людей однаково, що виміряти глибину океану. Стовп, на якому жив св. Симеон був обнесений залізною огорожею і жінкам було суворо заборонено за неї заходити. Одного разу сталося так, що прийшла старенька жінка і забажала побачити Симеона. Це була його рідна мати свята Марта, яка 27 років не бачила сина, і якого нарешті знайшла. Коли сказали Симеону, що то мати хоче його бачити, він передав прохання, щоб трохи перепочила, і, коли вона сіла відпочити, Бог покликав її до себе. Неживу принесли її до стовпа. Св. Симеон глянув на мертве тіло, попрощався, поцілувавши його, і мертве тіло матері освітилось блаженною усмішкою.
Св. Симеону приходилося подолати багато спокус від злого духа, який заздрив спасенному, але глибока довіра, молитва, піст, допомагали перемогти ворога.
Прп. Симеон прожив 80 років, з яких 37 простояв на стовпі. Завдяки йому безліч людей увірували в Христа і прийняли хрещення. Слава про св. Симеона і його святість докотилася і до імператорського палацу. Антиохійський Патріарх Домнім (441–448) провідав Преподобного, відправив при ньому Божественну Літургію, причастив святого подвижника. Багато подвижників, які перебували в пустелі, дізнавшись про подвиги Симеона, вирішили перевірити, чи угодні його подвиги Богу. Вони відправили до нього своїх посланців, які повинні були від імені пустельників заявити Симеону, зійти зі стовпа. А коли св. Симеон виявить свою непокірність, їм було наказано насильно зняти його. Якщо ж св. подвижник проявить смирення і послухається всієї братії, то йому дозволять далі продовжувати свій подвиг. Св. Симеон виявив повний послух і глибоке християнське смирення.
Про кончину св. Симеона першим дізнався його учень Антоній. Стривожений тим, що його наставник вже третій день не показується народові, піднявся по драбині на стовп і знайшов його мертвим. Тіло було в стані молитви. Святий подвижник помер в 459 році, проживши 103 роки.
Його похоронили недалеко від стовпа, на якому він подвизався, а згодом на місті, де стояв стовп, побудували монастир.
Бог прославив св. Симеона благодатними чудесами. Четвертого дня після смерті тіло св. Симеона поклали в гріб і перевезли до Антиохії. В місцевості, що звалася Мерос, підступив до гробу біснуватий чоловік, що довгий час тинявся дорогами. Підійшовши до гробу, він промовив: «Св. Симеоне, помилуй мене». Враз злий дух вийшов з нього.
Православна церква вшановує прп. Симеона Стовпника і його матір прп. Марфу 1 вересня.